# Прямоточна схема провітрювання дільниці
Прямоточна схема провітрювання дільниці (рос. прямоточная схема проветривания участка; англ. cocurrent flow ventilation of a mining site; нім. Gleichstrom-Wetterführungsschema n der Abteilung) ― схема провітрювання виїмкової дільниці, при якій свіжий струмінь повітря надходить по транспортній виробці, омиває очисний вибій і виходить на вентиляційну виробку. За цією схемою повітря проходить по відкатному штреку без втрат до очисного вибою, що забезпечує добре провітрювання навіть при значній довжині штреку. Метан з виробленого простору виноситься на вентиляційний штрек, тому в лаві відсутні місця небезпечних скупчень газу. 